# Alojz Ribič
Alojz (Lojze) Ribič  (partizansko ime Tone), slovenski politični delavec, *  12. junij 1922, Trebelno, † 2007.

## Življenje in delo
Ribič je osnovno šolo končal v Trbovljah. Leta 1936 je začel delati v steklarni Hrastnik, od leta 1939 pa je bil rudar v Trbovljah. Julija 1939 je postal član SKOJ, februarja 1940 pa član KPS. Na poziv KP je 23. junija 1941 šel v partizane, kjer se je priključil Revirski četi. Oktobra 1941 je bil imenovan za sekretarja okrožnega komiteja SKOJ Trbovlje; marca 1942 je postal sekretar okrajanega komiteja KPS in OO OF Hrastnik in februarja 1943 sekretar okrožnega komiteja KPS Trbovlje. Avgusta 1944, po združitvi trboveljskega in celjskega okrožja, je bil organizacijski sekretar okrožnega komiteja KPS Celje, novembra 1944 pa organizacijski sekretar okrožnega komiteja KPS Dravograd. Dne 21. februarja 1945 je bil ranjen; po ozdravljenju aprila 1945 pa je bil inštruktor oblastnega komiteja KPS za Štajersko.
Po osvoboditvi je delal v Oddelku za zaščito naroda za okrožje Celje. Od decembra 1945 je bil sekretar okrajnega komiteja KPS Maribor-okolica, od avgusta 1946 sekretar OK KPS Trbovlje in oktobra 1948 pa imenovan za generalnega direktorja generalne direkcije za premog LRS. Leta 1950 je bil 3 mesece pomočnik ministra za operativo ministrstva za rudarstvo, od julija pa 1950 direktor rudnika Trbovlje-Hrastnik. Na II. kongresu KPS novembra 1948 je bil izvoljen za kandidata CK KPS. Bil je tudi republiški ljudski poslanec in poslanec v zveznem zboru proizvajalcev.
Ob stavki rudarjev leta 1958 v Trbovljah je podprl njihove zahteve.

## Odlikovanja
Rutar je nosilec Partizanske spomenice 1941, prejel pa je tudi več drugih v državnih odlikovanj: 
- Red zaslug za ljudstvo II
- Red za hrabrost
- Red bratstva in enotnosti II
- Red dela z zlatim vencem
- Red dela z rdečo zvezdo.